# Hybosispa
Hybosispa es un género de escarabajos  de la familia Chrysomelidae. En 1910 Weise describió el género. Contiene las siguientes especies:
- Hybosispa melanura Weise, 1910
- Hybosispa nitida Uhmann, 1939
- Hybosispa rufiventris Uhmann, 1940
- Hybosispa strandi Uhmann, 1933